# Вооружённые силы Испанской Республики
Вооружённые силы Испанской Республики (исп. Fuerzas Armadas de la República Española) или Испанские республиканские вооружённые силы — национальные вооружённые силы Второй Испанской Республики, существовавшие с 1931 по 1939 годы и принимавшие участие в Гражданской войне в Испании. Делились на Испанскую республиканскую армию (исп. Ejército de la República Española), с 1936 года Народную армию Испанской Республики (исп. Ejército Popular de la República Española); Испанский республиканский флот (исп. Marina de Guerra de la República Española), включавший в себя морскую авиацию; Испанскую республиканскую авиацию (исп. Fuerzas Aéreas de la República Española), в состав которой также входила на некоторых этапах морская авиация.
История вооружённых сил Испанской Республики делится на две части: довоенную, когда вооружённые силы Испанской Республики были де-факто вооружёнными силами Испании, и военную, когда часть вооружённых сил Испанской Республики поддержала путчистов из Испанской фаланги, а часть осталась лояльной республиканскому правительству и вступила в конфликт с националистами.

## Авиация
Во время выборов, завершившихся провозглашением Второй Испанской Республики, военно-воздушные силы Испании делились на сухопутную авиацию (исп. Aeronáutica Militar) и морскую авиацию (исп. Aeronáutica Naval), последняя часть стала вскоре подчиняться командованию флота. В сентябре 1936 года Министерство флота и авиации (исп. Ministerio de Marina y Aire) и Подсекретариат авиации (исп. Subsecretaria del Aire), входившие в Министерство национальной обороны (исп. Ministerio de la Defensa Nacional), были официально сформированы по распоряжению министра Индалесио Прието.
В мае 1937 года прошла реструктуризация авиационного крыла республиканцев, когда были объединены сухопутная и морская авиация: некоторые источники называют эту дату как днём образования военно-воздушных сил Испанской Республики де-юре, хотя они действовали и до объединения. Подобная структура ВВС сохранялась вплоть до падения Испанской Республики.